# Internationale Friedensschule Köln
Die Internationale Friedensschule Köln (IFK) ist eine internationale private Ganztagsschule im Kölner Stadtteil Ossendorf, die 2007 ihren Betrieb aufgenommen hat. Als „IB World School“ gehört die IFK zu einem weltweiten Netzwerk von internationalen Schulen, die das International Baccalaureate (IB Diploma) auf Englisch anbieten.

## Geschichte
Sabine Woggon-Schulz (heute Sabine Rachl) gründete gemeinsam mit ihrem Mann Christian Schulz und mit 11 Lehrerinnen und Lehrern eine staatlich anerkannte Privatschule mit interreligiösem Konzept und internationaler Ausrichtung. Für Fundraising-Kampagnen und den Erwerb eines Schulgebäudes hat sie im Juli 2005 die gemeinnützige Gesellschaft Profilschule Weltvision (Frechen) ins Handelsregister eintragen lassen.
Der Bauunternehmer Norbert Amand suchte nach einer Möglichkeit, das in Köln-Widdersdorf 2006 genehmigte Bauprojekt Prima Colonia zur Schaffung von Wohnfläche um eine Privatschule zu ergänzen, um damit „die Qualität des Viertels“ zu heben und für zukünftige Käufer attraktiver zu machen.
Die Profilschule Weltvision gGmbH bewarb sich daraufhin mit ihrem Schulkonzept, änderte ihren Namen im Mai 2006 zu Internationale Friedensschule Köln gGmbH und nahm 2007 den Schulbetrieb mit 44 Schülern zunächst in Baucontainern auf dem geplanten Schulgelände auf.
Die Bauunternehmung Amand investierte als Bauherr in das 35 Millionen teure Schulprojekt, für die Planung der Schulgebäude wurden die Architekten der plus+ Bauplanung GmbH aus Neckartenzlingen bei Stuttgart beauftragt.
Seit 2017 betreibt die Schule auch ein Internat. Das Boarding House befindet sich seit dem Umzug in das neue Schulgebäude in Köln-Ossendorf direkt auf dem Schul-Campus und bietet Unterkunft für bis zu 20 Schüler.
Mitte Februar 2017 wurde bekannt, dass sich der Hauptinvestor Amand zurückziehen wolle. Daraufhin haben Eltern und Lehrer den Save IFK/CIS e.V. gegründet, dessen Ziel eine langfristige Sicherung der Finanzierung für den weiteren Schulbetrieb war. Die Finanzierung konnte durch einen Schuldenerlass des Investors Amand und mit Hilfe von Spenden und Kapitaleinlagen der Eltern- und Lehrerschaft, sowie externen Investoren (u. a. aus den Reihen der in Köln ansässigen internationalen Unternehmen) sichergestellt werden.

## Akkreditierungen und Mitgliedschaften
- 2012: Autorisierung für das IB Diploma (IB World School)
- 2014: IB-PYP-Autorisierung (IB World School)
- Akkreditiert durch New England Association of Schools and Colleges (NEASC)
- Mitglied des Council of International Schools (CIS)
- anerkanntes Cambridge Examinations Centre (IGCSE)
- Mitglied im Verband deutscher Privatschulen Nordrhein-Westfalen e.V. (VDP)